# Paralía Tyroú
Paralía Tyroú är en ort i Grekland.   Den ligger i prefekturen Arkadien och regionen Peloponnesos, i den södra delen av landet, 110 km sydväst om huvudstaden Aten. Paralía Tyroú ligger 16 meter över havet och antalet invånare är 831.
Terrängen runt Paralía Tyroú är varierad. Havet är nära Paralía Tyroú åt nordost.  Närmaste större samhälle är Leonídio, 9,3 km söder om Paralía Tyroú. 